# Necronomicón: el libro del infierno
Necronomicón: el libro del infierno es una película argentina de 2018 coescrita y dirigida por Marcelo Schapces e inspirada en el universo literario de H. P. Lovecraft. Está protagonizada por el actor Diego Velázquez.

## Argumento
La historia empieza con el extraño asesinato de Dieter, un hombre misterioso que vive recluido en un departamento donde es asistido por Mara. En el mismo edificio habita Luis Abramovich, un empleado de la Biblioteca Nacional de Buenos Aires, que convive junto a su hermana Judith, la cual está en silla de ruedas.
En la Biblioteca Nacional, la directora Hipólita le asigna a Luis la tarea de bajar hasta un sótano e inspeccionar una sala secreta que acaban de descubrir, cuya entrada había sido tapiada tras ser construida. Allí encuentra una colección de libros antiguos sobre temas de magia, demonología y esoterismo. Toma varios de esos ejemplares y se los lleva a Baxter, el dueño de una librería, para que los revise. Éste termina explicándole que los libros que encontró están todos relacionados al Necronomicón, una obra maldita la cual sería un peligro si cayese en manos equivocadas (en la conversación se sugiere que Jorge Luis Borges lo habría leído y transcrito con el título de El rumor de los insectos por la noche, quedando ciego a causa de ello). 
Al día siguiente Hipólita encuentra el Necronomicón y, tras leerlo, se suicida. Unos policías detienen a Luis para investigar sobre el asunto, pero su interrogatorio termina cuando aparece Mara y pide retirarlo. Ella le explica que Dieter -a quien Luis conocía porque lo visitaba esporádicamente en su casa para hablar sobre libros- en realidad llevaba muerto 400 años y existía como una entidad corpórea porque tenía la misión de proteger al Necronomicón. También le menciona que la tarea de ella era cuidar de Dieter, como lo habían hecho sus ancestros. 
Ambos visitan la Biblioteca Nacional, donde Mara realiza un ritual de iniciación de índole sexual, para convertir a Luis en el nuevo Dieter. Luego de ello toman el Necronomicón y se lo llevan consigo. Viajan en tren hasta otro punto de Buenos Aires y, al separarse, Mara es asesinada por un hombre que se desplaza acompañado de criaturas monstruosas y extrañas (un profundo y un shoggoth). 
Luis le lleva el ejemplar del Necronomicón a Baxter, quien en realidad todo el tiempo lo había estado manipulando para que le diera el libro. El librero, sin embargo, lo abre para leerlo y muere inmediatamente después de hacerlo. Luis retorna a la Biblioteca Nacional y vuelve a ingresar a la sala secreta donde estaba el libro. Allí es confrontado por el asesino de Mara, los monstruos y Judith que, poseída por esas entidades, ahora puede caminar. Luis crea una hoguera con una lámpara de queroseno y arroja allí al libro, haciendo desaparecer a sus enemigos, excepto a Judith, a quien termina por ahorcar con el chal que llevaba puesto.
En el epílogo, situado un mes después del asesinato de Judith, aparece la librería de Baxter, ahora administrada por Luis. Éste repite gestos similares a los que había hecho Dieter al comenzar la película, dando a entender que ahora él es un muerto viviente. Un cliente entra a buscar unos libros antiguos, revisa algunos ejemplares que hay sobre una mesa de ofertas, pregunta sobre los precios y se va. En la última toma se muestra que uno de esos libros es el Necronomicón, al que Luis ha decidido esconder a plena vista.

## Reparto
- Diego Velázquez como Luis.
- Daniel Fanego como Baxter.
- Victoria Maurette como Mara.
- Cecilia Rossetto como Hipólita.
- Federico Luppi como Dieter.
- María Laura Cali como Judit.
- Nico García como operario.
- Juan Sasturain como cliente de librería.

## Tráiler
A principios de 2018 se lanzó oficialmente un primer adelanto o tráiler de la película confirmando el estreno de la misma para el 1 de marzo de 2018, https://vimeo.com/252695003